# Massa d'Or
Massa d'Or (també coneguda com a Sa Rata) és una illa situada a 705 metres a llevant del Cap de Creus i inclosa al terme municipal de Cadaqués (l'Alt Empordà). Té una superfície de tan sols 0,7 hectàrees. És el punt més oriental de Catalunya. Està protegida dins del parc natural marítim-terrestre del cap de Creus.